# Lyngholmen (Fjell)
Ne doit pas être confondu avec Lyngholmen, Lyngholmen (Lindås) ou Lyngholmen (Øygarden).
Lyngholmen est une île dans le landskap Sunnhordland du comté de Vestland. Elle appartient administrativement à Øygarden.

## Géographie
Rocheuse et couverte d'une légère végétation à l'exception de sa pointe sud entièrement désertique, elle s'étend sur environ 328 m de longueur pour une largeur approximative de 131 m.